# Araviscos

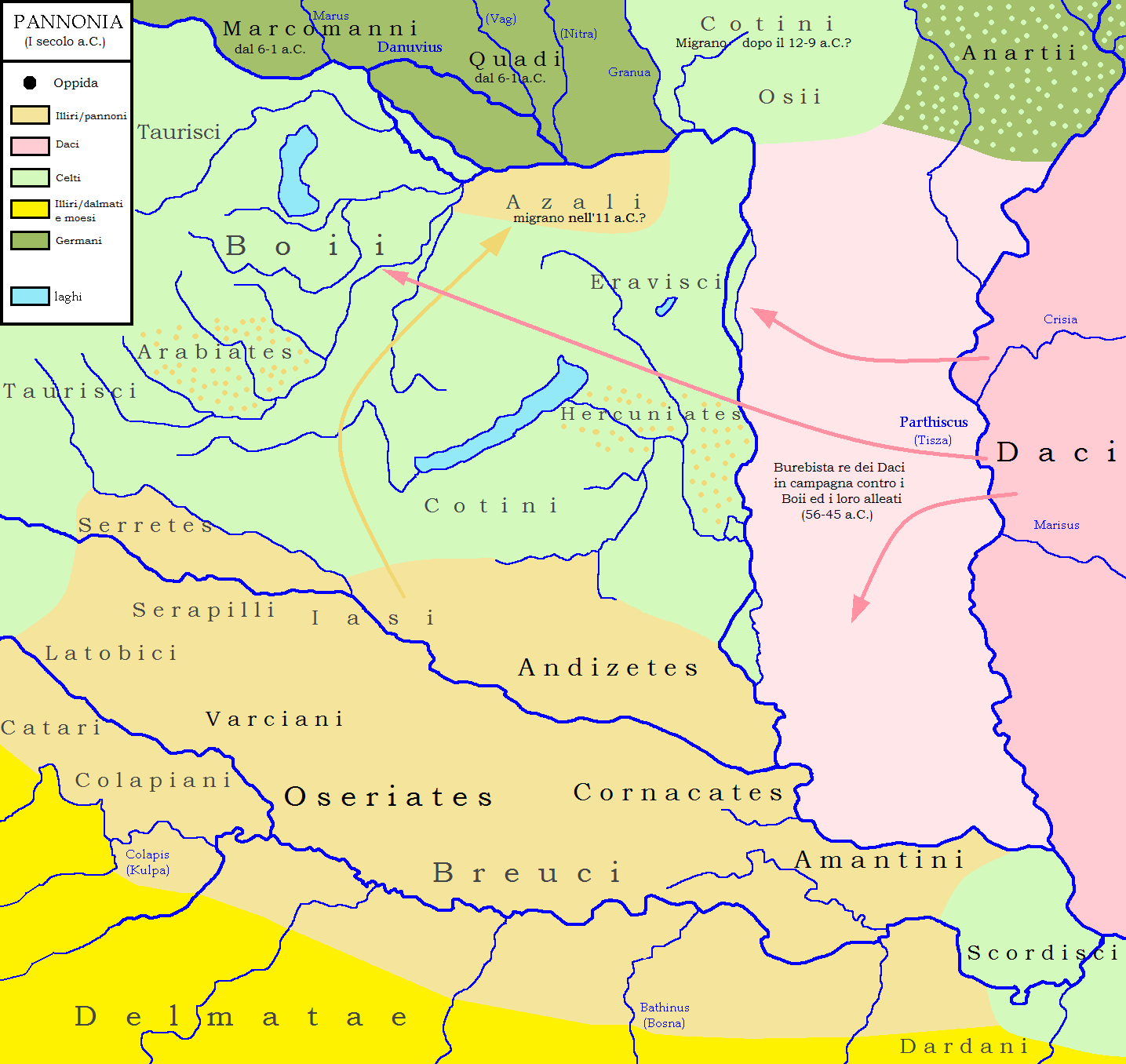
Mapa das populações da Panónia.

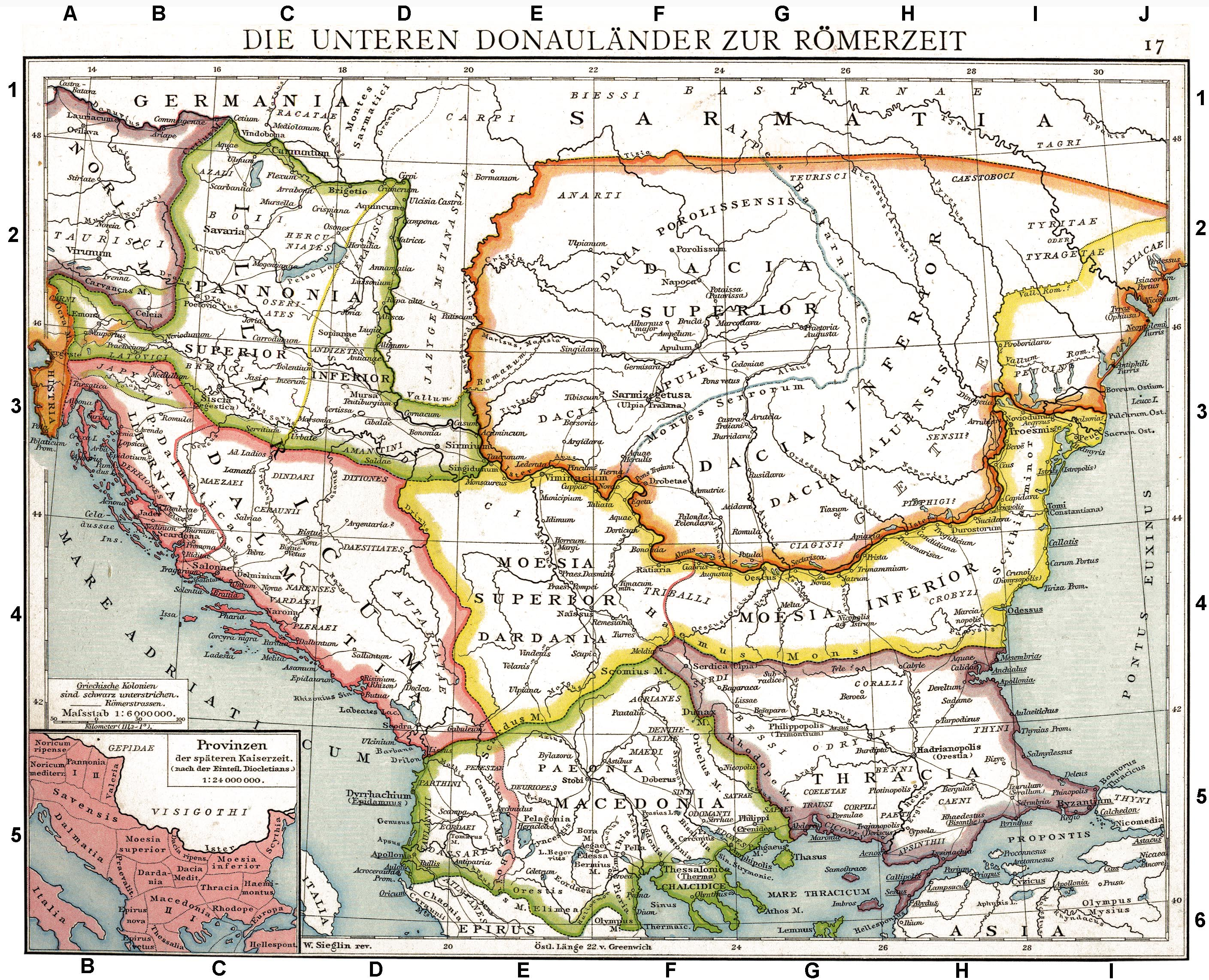
A província romana da Panónia.

Os araviscos (em latim: aravisci) ou eraviscos (eravisci) eram uma das tribos celtas que ocuparam grande parte da atual região da Transdanúbia (Hungria). Admite-se que teriam chegado a região por volta do quarto ou terceiro século antes de Cristo. Durante o primeiro século a.C. foram dominados pelos romanos e integrados na província romana de Panónia. Alguns autores relacionam os araviscos da Hungria com os aravi lusitanos e arevacos celtiberos.

## Moedas
Os araviscos trabalhavam o ferro, decoravam os potes de barro e cunhavam as suas próprias moedas. Existe um catálogo de séries de moedas cunhadas entre os anos 50 e 20 a.C. imitando os denários republicanos originais dos romanos.
Nas fontes escritas os araviscos aparecem com o etnónimo eravisci ou aravisci; nas moedas, como Iravisci e Ravis(ci).[carece de fontes?]

## Principais cidades
Uma das suas principais cidades (ópidos) situava-se às margens do rio Danúbio, nas proximidades da atual Budapeste, no local conhecido atualmente como Monte Gellért. Outra cidade da tribo era Aquinco, uma base militar romana, situado na margem direita do Danúbio num cruzamento importante de rotas terrestres e de rios.[carece de fontes?]